# Sultanat de Kilwa
El sultanat de Kilwa fou un antic estat de la costa africana oriental centrar a Kilwa (avui a Tanzània) que va tenir autoritat sobre quasi tota la costa africana orienta. Fou fundat al segle x per Ali ibn al-Hassan, un senyor persa de Siraz. La seva família va dominar el sultanat fins a l'any 1277. Després va venir la dinastia d'Abu Moaheb fins al 1505, quan fou enderrocat per una invasió portuguesa. El 1513 el sultanat va recuperar la independència però ja es va fragmentar en estats més petits, molts dels quals es convertirien en protectorats del sultà de Mascat.

## Història
Les primeres referències històriques de Kilwa són al voltant de 960-1000. Ali ibn al-Hassan era un de set fills d'un governant de Siraz, Pèrsia, la seva mare una esclava abissínia. A la mort del seu pare, Ali era apartat de la seva herència pels seus germans. Des d'Ormuz, Ali ibn al-Hassan, la seva família i un grup petit de seguidors van fer camí cap a Mogadiscio, un port comercial a la costa africana oriental. Tanmateix, Ali fracassava a aconseguir cooperar amb l'elit àrab de la ciutat a causa de la seva etnicitat persa que anava en contra seva, i aviat també va deixar aquesta ciutat.

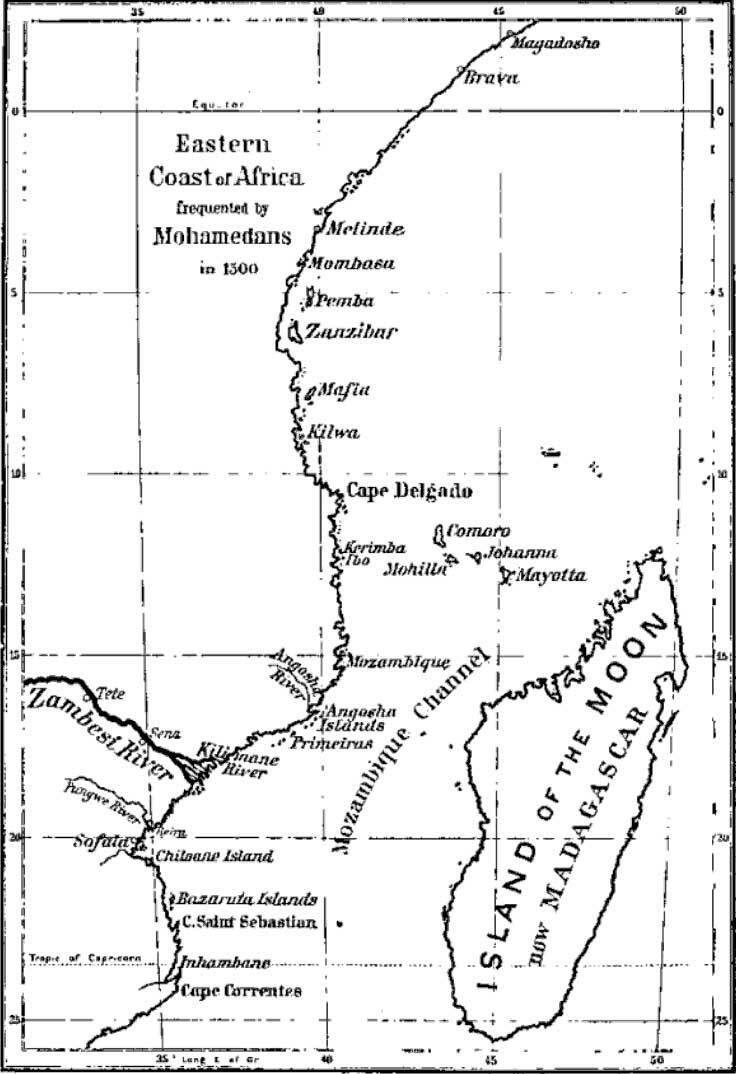
Ciutats principals d'Àfrica Oriental, vers 1500. El sultanat de Kilwa estenia el domini des del Cap Correntes al sud fins a Malindi al nord.

Seguint la costa africana avall, es diu que Ali va comprar l'illa de Kilwa al cap bantu local. Segons una crònica (Strong, 1895), Kilwa era originalment possessió d'un rei bantu de terra ferma, 'Almuli', i estava connectada per un petit pont a terra ferma, pont que es posava a la vista amb la marinada baixa. El rei va acceptar vendre l'illa a Ali ibn al-Hassan per tants draps de colors com podria cobrir la circumferència de l'illa. Però quan el rei més tard va canviar d'opinió, i provà de recuperar-la, els perses s'havien eliminat el pont de terra, i Kilwa era ara una illa.
La posició afortunada de Kilwa la feia un centre del comerç africà oriental molt millor que Mogadisció. Aviat començà a atreure molts comerciants i immigrants des del llunyà nord, incloent Pèrsia i Aràbia. En només uns quants anys, la colònia era prou gran per establir una posició satèl·lit a l'illa de Mafia. L'aparició de Kilwa com a centre comercial desafiava la dominació que abans exercia Mogadisció a la costa africana oriental. Suleiman Hassan, el novè successor d'Ali (i 12è governant de Kilwa, vers 1178-1195), agafava el control de la ciutat de Sofala, al sud. Sofala era el principal centre comercial i era rica perquè l'or i vori es negociaven amb el Gran Zimbabwe i el regne de Monomotapa a l'interior. L'adquisició de Sofala portà molts ingressos en or per als soldans de Kilwa, que els permeté finançar la seva expansió i estendre el seu poder sobre la costa africana oriental.
En el zenit del seu poder al segle xv, el sultanat de Kilwa tenia (o reclamava) jurisdicció sobre Malindi i Sofala, ciutats a terra ferma, i els estats insulars de Mombasa, Pemba, Zanzíbar, Mafia, Comores i Moçambic (a més de nombrosos altres llocs més petits), essencialment el que sovint s'anomena ara a com la "Costa Suahili".
Kilwa també reclamava el domini al canal de Moçambic sobre una sèrie d'establiments comercials que arribaven a la costa de Madagascar (llavors coneguda pel seu nom àrab de l'illa de la Lluna). Al nord, el poder de Kilwa s'estenia per les ciutats estat somalis independents de Barawa (una república aristocràtica autogovernada) i Mogadiscio (la ciutat abans dominant, i rival principal de Kilwa). Al sud, Kilwa s'estenia fins a Cap Correntes, per sota del qual els vaixells mercants no solien navegar..
El soldà de Kilwa era només una figura que romania en la part superior de la jerarquia, però el sultanat de Kilwa no era un estat centralitzat. Era més una confederació de ciutats comercials, cada un amb la seva pròpia elit interna, comunitats de comerciants i connexions de comerç. El soldà podria assignar un governador o supervisor, però ni tan sols la seva autoritat no era sempre igual: en alguns llocs (per exemple a l'establiment de l'illa de Moçambic) era un governador veritable en nom del soldà, mentre que a altres ciutats com Sofala els seus poders eren molt més limitats, més semblants a un ambaixador a la ciutat que al seu governador.

## Societat i economia
Malgrat el seu origen com a colònia persa, els matrimonis consanguinis eren corrents i la conversió dels habitants bantus locals i la immigració àrab posterior convertiren el sultanat de Kilwa en un verdader gresol, ètnicament indiferenciable de les poblacions de la terra ferma. La mescla de perses i àrabs amb cultures bantus va crear una cultura africana oriental distintiva i una llengua coneguda avui com a suahili (literalment, 'habitants de la costa'). No obstant això, els musulmans de Kilwa (qualsevol que fos la seva ètniat) es referia a si mateix sovint i generalment com shirazi o àrab, i a les poblacions de bantus no convertides de la terra ferma com zanjs o khaffirs ('infidels', més tard adoptats com a epítet racial per pobladors europeus).
El sultanat de Kilwa era gairebé completament dependent del comerç extern. Efectivament era una confederació d'establiments urbans, i hi havia poc o cap agricultura dins dels límits de sultanat. Els grans (principalment mill i arròs), carns (bestiar, avirams) i altres subministraments necessaris per alimentar les poblacions de ciutats grans s'havien d'adquirir des de les poblacions bantus de l'interior. Els comerciants de Kilwa de la costa fomentaven el desenvolupament de ciutats mercat en les terres altes dominades pels del que ara és Kenya, Tanzània, Moçambic i Zimbàbue. El mode de vida de Kilwa era de comerciants o d'intermediaris, important béns manufacturats (roba, etc.) des d'Arabia i l'Índia, que eren llavors canviats a les ciutats mercat de les terres interiors per mercaderies agrícoles produïdes pels bantus (fibres, carns) per al seu propi manteniment i primeres matèries precioses (or, vori, etc.) que exportarien altra vegada a Àsia.
Cosa a part era l'arbre cocoter. Creixent a tot al llarg de la costa, el cocoter era el pilar de vida de Kilwa, no solament per a la fruita, sinó també per a arbreda, empallant i teixint. Vaixells mercants de Kilwa - des dels grans que creuaven els oceans als petits zambucs utilitzats pel trànsit local, eren construïts normalment construït amb troncs de cocoter de bosc i les seves veles es feien de fulla de cocoters, i els vaixells mantinguts units per cuiro de cocos.
El sultanat de Kilwa realitzava un intens comerç amb Arabia, Pèrsia, i a l'altre costat de l'oceà Índic, a l'Índia mateixa. Els vaixells de Kilwa feien ús dels vents estacionals del monsó per navegar a l'altre costat a l'Índia a l'estiu, i retornar a l'Àfrica a l'hivern. Els pilots de Kilwa tenien una reputació per a la precisió de navegació extraordinària. Els portuguesos es meravellaven dels seus instruments de navegació, especialment els seus aparells de mesura de latitud, que consideraven superiors als seus propis.
No obstant això, els vaixells de Kilwa de tela i cuiro no eren prou forts per desafiar a les aigües traïdores i les ràfegues violentes imprevisibles al voltant del cap Correntes, així al sud d'aquesta regió era rarament navegat per comerciants de Kilwa. Inhambane era el punt més del sud que es podia considerar part de l'imperi de comerç de Kilwa.

## Declinar i caiguda
En els anys posteriors, els soldans de Kilwa començaren a caure en mans de ministres ambiciosos (visirs i emirs), que jugaven el paper de creadors de reis, i de facto governants, ocasionalment fins i tot algun (o un dels membres de la família) va pujar nominalment al tron, en competència amb la dinastia reial. El més reeixit fou probablement Emir Muhammad Kiwabi, que governà Kilwa durant gairebé dues dècades a través d'uns quants soldans, incloent-hi si mateix en un moment.
Durant el seu llarg "regnat", Emir Muhammad lluitava una vegada i una altra amb el seu nebot, Hassan ibn Suleiman (fill d'un visir anterior). Muhammad havia intentat, de fet, instal·lar Hassan com soldà un parell de vegades, però va trobar enorme resistència en la població de Kilwa. Finalment, Emir Muhammad decidí que en l'interès de la pau civil, els soldans Kilwa sempre haurien de venir de la dinastia reial, no de famílies de visirs. Muhammad va mantenir aquest principi fins al final frustrant les ambicions d'Hassan.
L'últim soldà instal·lat per Emir Muhammad abans de la seva mort fou el príncep reial al-Fudail ibn Suleiman el 1495. L'home que succeïa a Muhammad, Emir Ibrahim (conegut com a Mir Habrahemo en João de Barros, Abraemo a Damião de Goes, va ajudar a al-Fudail a aplanar les ambicions de Hassan d'una vegada per sempre en una gran batalla als afores de Kilwa. Però no gaire temps després d'aquesta batalla que l'Emir Ibrahim va trair i matar el soldà. No es va arribar a declarar soldà a si mateix i va prendre el poder amb el simple títol d'emir, i afirmava estar exercint en nom d'un fill d'un soldà anterior, Suleiman (ibn Muhammad?) de la vella dinastia reial. Que ningú no hagués vist o hagués tingut notícies d'aquest príncep absent durant anys, era bastant convenient per a Emir Ibrahim.
La usurpació de l'emir Ibrahim commocionà no solament a Kilwa, sinó també a les ciutats vassalles. L'emir Muhammad havia reconegut la importància d'aquesta institució per la pau al sultanat de Kilwa. El cop homicida de l'emir Ibrahim havia passat per sobre d'això. La majoria dels governadors locals de les ciutats vassalles Kilwa, molts dels quals eren parents o devien les seves posicions a Emir Muhammad i a la dinastia reial, es negaven a admetre la usurpació d'Emir Ibrahim, i començaven a buscar un camí independent per als seus propis estats. L'autoritat d'Emir Ibrahim probablement només s'estenia a la ciutat de Kilwa mateix i possiblement l'illa de Moçambic.
Així eren més o menys les condicions polítiques del sultanat de Kilwa quan van arribar els portuguesos. L'explorador Pêro da Covilhã, fent-se passar per comerciant àrab, havia viatjat al llarg del sultanat el 1489-90, i havia visitat els ports de Malindi, Kilwa i Sofala, i va enviar el seu informe a Lisboa, descrivint les condicions del sultanat de Kilwa amb força detall. Els primers vaixells portuguesos, sota Vasco da Gama, en el seu camí a l'Índia, arribaren al sultanat el 1497. Gama va fer contacte amb els vassalls Kilwa a Moçambic, Mombasa i Malindi, procurant assegurar la seva cooperació per a la flota portuguesa de l'Índia.
El 1500, la segona flota portuguesa, sota Pedro Alvares Cabral, visitava Kilwa mateix, i intentava negociar una aliança comercial i un tractat amb Emir Ibrahim. Però l'emir dona llargues i no s'arribà a cap acord.
Una quarta flota ben armada va arribar el 1502, sota Vasco da Gama una altra vegada; venia disposada a no acceptar un no per resposta. Havent assegurat tractats separats amb Malindi, Moçambic i Sofala, el portuguès portava la seva flota amenaçadora cap a Kilwa mateix, i obtenia un considerable tribut de l'emir Ibrahim.
Alguns han especulat si Emir Ibrahim va perdre una oportunitat daurada de restaurar la seva fortuna quan va desestimar un tractat amb Alvares Cabral el 1500 que li podia haver assegurat l'ajuda de la flota portuguesa, portant els vassalls mig independents altre cop a l'obediència. Com a mínim un noble de Kilwa, un cert Muhammad ibn Rukn al-Din (conegut pels portuguesos com Muhammad Arcone), va aconsellar a Emir Ibrahim iniciar una aliança amb Portugal però per aquests consells fou deixat com a ostatge als portuguesos per l'emir, que després va refusar rescatar-lo, deixant-lo exposat a la fúria de Gama.
En canvi els vassalls utilitzaven els portuguesos per, un per un, assegurar la seva independència permanent del sultanat. El governant de Malindi fou el primer a abraçar el partit portuguès, forjant una aliança el 1497 (en gran part dirigida contra Mombasa). Després del cop d'Emir Ibrahim, no va costar persuadir al governant de Sofala, xeic Isuf (Yçuf a João Barros, Çufe a Goes; aparentment un nebot de l'Emir Muhammad) de distanciar-se. Signà un tractat amb els portuguesos el 1502, i permetia la construcció d'una factoria portuguesa i un fort a Sofala el 1505.
Era el 1505 quan Francisco de Almeida portava la seva flota al port de Kilwa, i desembarcava uns 500 soldats portuguesos que feien fora a l'Emir Ibrahim de la ciutat. Almeida instal·lava el ja esmentat ostatge Muhammad Arcone al tron, com a vassall portuguès. Recordant disposicions "constitucionals", Arcone insistia que Micante, el fill de l'últim soldà al-Fudail, havia de ser el seu successor designat i així fou establert. El cap portuguès va fer aixecar una fortalesa (Fort de Santiago) a Kilwa i hi va deixar una guarnició, sota el comandament de Pedro Ferreira Fogaça, per vigilar i tenir control de la situació.
El govern portuguès no fou gaire benvingut. Especialment mal rebut fou la imposició de les lleis mercantil portugueses al sultanat, que prohibien tots els vaixells excepte els portuguesos en el comerç d'abast a les ciutats costaneres principals, posant molts comerciants destacats de Kilwa fora del negoci.
Els portuguesos no es van quedar gaire temps. El maig de 1506, Muhammad Arcone fou enganyat i assassinat pel xeic de Tirendicunde (un parent d'Emir Ibrahim). Segons la regla de successió pre-establerta, Micante ascendia al tron. Però Fogaça, que veia que l'ascensió de Micante tenia el suport de l'antiga facció d'Emir Ibrahim, va concloure que no actuaria com a titella de Portugal i consegüentment va deposar Micante i va instal·lar a Hussein ibn Muhammad, un fill d'Arcone, com el nou soldà.
El caos es va apoderar de la ciutat de Kilwa. Els partidaris de Micante (i de la facció de l'Emir Ibrahim) agafaven el control de gran part de la ciutat, obligant al soldà Hussein i els partidaris d'Arcone a buscar refugi al fort portuguès de Santiago. Hi van haver lluites als carrers i aviat els focs esclataven. En el caos, grups de residents a Kilwa fugien de la ciutat, que va quedar pràcticament desertat, excepte per a un grapat de bandes que rondaven pels carrers i la guarnició portuguesa aterrida.
Al tenir notícies del caos a Kilwa el virrei portuguès Almeida, que era a l'Índia, va enviar a un magistrat, Nuno Vaz Pereira, per indagar la matèria. Va arribar a finals de 1506; Pereira convocà els soldans que competien, Micante i Hussein, i els demanà presentar els seus casos. Pereira decidí a favor d'Hussein, confirmant-lo com soldà, però estovava el cop rellevant l'impopular comandant Fogaça i alçant les restriccions mercantilist sobre navegació a Kilwa.
Els refugiats de Kilwa retornaren i una mica de pau es va restablir, però només breument, perquè Hussein es posava al cap de l'exèrcit contra el xeic Tirendicunde, per venjar l'assassinat del seu pare. La ciutat fou saquejava brutalment, i es van fer molts presoners. Hussein llavors va enviar emissaris a totes les ciutats vassalles de Kilwa, ordenant-los que retornessin a obediència, o si no trobarien el mateix destí.
Tement que la tirania d'Hussein afectés als interessos portuguesos a l'Àfrica Oriental, el virrei Almeida anul·lava la decisió de Pereira, deposava Hussein i restablia a Micante.

## Governants de Kilwa
La cronologia dels governants del sultanat de Kilwa resulta d'una crònica que fou traduïda al portuguès al segle xvi, i fou enregistrada per Joâo de Barros. Hi ha una altra crònica d'un autor desconegut, escrita durant els primers anys 1500, i compilada el 1862 o prop per sheikh Moheddin Majid bin Said de Zanzibar. Les cròniques de Barros i Zanzíbar no són sempre en concordança l'una amb l'altra. La que aquí s'exposa segueix a Barros en termes generals, però inclou detalls de la crònica de Zanzíbar. Les xifres entre parèntesis són anys aproximats d'accessió

### Era xirazi
- 1. (957) Ali ibn al-Hassan - fundador de Kilwa
- 2. (?) Muhammad ibn Ali ('Ali Bumale', fill de l'anterior) - governà quaranta anys. No tenia fills.
- 3. (996) Ali ibn Bashat ('Ali Busoloquete', nebot o cosí de l'anterior) elegit pels colonitzadors de Kilwa. Era el fill de Bashat, el germà de soldà Ali ibn al-Hassan; Bashat havia estat designat pel seu germà com el primer governant de Mafia. El fill de Bashat Ali governà Kilwa quatre anys i mig.
- 4. (1003) Dawud ibn Ali (fill de l'anterior) - deposat després de quatre anys per Matata Mandalima, rei de Changa/Xanga.[10] Dawud va fugir a l'illa de Màfia, on va morir.
- 5. Khalid ibn Bakr ('Ali Bonebaquer'; deia ser nebot de Matata Mandalima), instal·lat com governant de Kilwa pel rei de Changa. Governà només dos anys, deposat en una revolta de colonitzadors perses.
- 6. (1005) al-Hassan ibn Suleiman ibn Ali (nebot de Dawud) - instal·lat per colonitzadors perses després de la revolta contra el titella de Changa, va governar 16 anys.[11]
- 7. (1042-1110?) Ali ibn Dawud I (fill de Dawud, nebot d'al-Hassan)- governà 60 anys.
- 8. Ali ibn Daud II (net d'Ali ibn Dawud) - governà 6 anys, fou un tirà boig, deposat per la gent de Kilwa, i condemnat a morir en un pou.
- 9. (1106) al-Hassan ibn Dawud (germà d'Ali ibn Daud II) - elevat al tron per la gent de Kilwa per reemplaçar el seu germà menyspreat. 24 anys de govern..
- 10. (1129) Suleiman (de llinatge reial) - deposat i decapitat per la gent de Kilwa després de només dos anys.
- 11. (1131) Dawud ibn Suleiman (fill de l'anterior), va fer fortuna a Sofala, abans de ser anomenat a Kilwa - va governar 40 anys.
- 12.(1170) Suleiman ibn al-Hassan ibn Daud (fill del novè soldà al-Hassan), un dels més grans de soldans Kilwa, al qual s'atribueix la conquesta de molta de la Costa Suahili, amb Sofala, Pemba, i Zanzíbar, per al govern de Kilwa; responsable d'aixecar molts edificis a Kilwa mateix, incloent-hi la seva fortalesa de pedra i palaus, que transformaren la ciutat en una veritable metròpoli. 18 anys de govern.
- 13. (1189) Dawud ibn Suleiman (fill de l'anterior) governà 2 anys.
- 14. (1190) Talut ibn Suleiman (germà de l'anterior) governà 1 any.
- 15. (1191) Hussein ibn Suleiman (germà de l'anterior) governà 25 anys. Mort sense hereus.
- 16. (1215) Khalid ibn Suleiman (Ali Bonij, germà de l'anteriror) va governar deu anys.
- 17. (1225) ? ibn Suleiman (Bone Soleiman, nebot de l'anterior, fill de ?), va governar 40 anys.
- 18. (1263-7) Ali ibn Dawud (connexió incerta), va governar 14 anys.

Acaba la dinastia persa Shirazi, comença la dinastia Mahdali de xerifs àrabs iemenites, o el que la crònica de Zanzíbar anomena la família d'Abu al-Mawahib.
Era Mahdali
- 19. (1277) al-Hassan ibn Talut (net d'Ali ibn Dawud) - governa 18 anys; tenia una certa reputació com a gran cavaller.
- 20. (1294) Suleiman ibn Hassan (fill de l'anterior) governa 14 anys; assassinat per conspiradors al sortir d'una mesquita. Els seus partidaris proclamaren el seu fill Hassan ibn Suleiman, però com era al pelegrinatge a la Meca en aquell moment, el tron va passar temporalment al germà d'Hassan, de nom Dawud.
- 21. (1308) Daud ibn Suleiman (fill de l'anterior) va governar 2 anys en el nom del seu germà Hassan. Abdicà voluntàriament.
- 22. (1310) al-Hassan ibn Suleiman Abu al-Mawahib (germà de l'anterior) aclamat mentre era a la Meca; va governar 24 anys. Mort sense hereus.
- 23. (1333) Dawud ibn Suleiman (segona vegada, germà de l'anterior) aquesta vegada va pujar al tron en el seu propi dret. Va governar 24 anys.[12]
- 24. (1356) Suleiman ibn Dawud (fill de l'anterior), governa només 20 dies. Deposat pel seu oncle, Hussein.
- 25. (1356) Hussein ibn Suleiman al-Mat'un (oncle de l'anterior) governà 6 anys. Mort en la batalla contra el bantu Almuli a la terra ferma, sense hereus.
- 26. (1362) Talut ibn Dawud (nebot de l'anterior, germà de l'anterior Suleiman) - governa només un any. Deposat pel seu germà, l'exrei Suleiman.[13]
- 27. (1364) Suleiman ibn Dawud (germà de l'anterior) segona vegada al tron, 2 anys i 4 mesos. Deposat pel seu oncle Suleiman
- 28. (1366) Suleiman ibn Suleiman ibn Hussein (oncle de l'anterior), governa 24 anys
- 29. (1389) Hussein ibn Suleiman (fill de previ), governa 24 anys
- 30. (1412) Muhammad ibn Suleiman al-Malik al-Adil (Ladil, germà de l'anterior) governa 9 anys.[14]
- 31. (1421) Suleiman ibn Muhammad (fill de l'anterior) governa 22 anys. Mort sense hereus. Diu que va reconstruir la mesquita de Kilwa.[15]
- 32. (1442) Ismail ibn Hussein (oncle de l'anterior) governa 14 anys. Desafiat pel pretendent Sa'id ibn Hassan que tenia el suport d'Hassan ibn Abu Bakr, governant de Zanzíbar. Els zanzibaris reuniren una coalició per ocupar Kilwa per força. Però els ministres d'Ismail, visir Suleiman i Emir Muhammad, aconseguiren subornar l'organitzador clau de l'expedició, que va retirar les tropes zanzibaris i deixava el pretendent Sa'id a la platja de Kilwa amb només un cos petit de servents. Encara que perdonat per Ismail, Sa'id es va amagar.
- 33. (1454) visir Suleiman (visir de l'anterior) A la mort del soldà Ismail, en la primera usurpació coneguda per ministres, el visir Suleiman i Emir Muhammad al-Mazlum llançaven un cop d'estat i agafava poder juntament, i Suleiman es declarà soldà. Tanmateix, l'opinió popular estava durament contra el visir, i així decidí deixar el tron a l'Emir Muhammad, més popular.
- 34. (1454) Muhammad ibn al-Hussein ibn Muhammad ibn Suleiman al-Mazlum ('Emir Muhammad', coconspirador amb l'anterior). Segons la crònica de Zanzíbar, després de la mort del visir Suleiman, Muhammad assignava a l'antic pretendent Sa'id ibn Hassan el lloc de visir. Muhammad moria poc després. Regnava menys d'un any (deposat, segons Barros).
- 35 (1455) Ahmad ibn Suleiman (fill de l'últim visir?), deposat al cap d'un any per partidaris de l'antiga família reial. (Barros omet Ahmad, diu que els partidaris de la família reial deposaren a Muhammad directament).
- 36 (1456) al-Hassan ibn Ismail (fill de 32è soldà Ismail), instal·lat pel cop. Governa deu anys.
- 37. (1466) Sa'id ibn al-Hassan/Hussein (fill de l'anterior, segons Barros; l'antic pretendent segons la crònica de Zanzíbar - 10 anys de govern. A la seva mort, el sultanat de Kilwa queia en l'anarquia. Hi va haver un altre cop d'estat ministerial.
- 38. (1476) Suleiman ibn Muhammad ibn al-Husayn ('Visir Suleiman') visir que va agafar el tron agafat després de la mort de Sa'id, ell mateix es va declarar soldà i ascendí al seu propi germà, Muhammad Kiwabi, a la dignitat d'emir. Però e govern d'aquest emir esdevingut sultàldà durava poc més d'un any.
- 39. (1477) Abdullah ibn al-Hassan (germà de 37è soldà Sa'id) elevat pel poble de Kilwa contra el visir usurpador Suleiman. Governà un any i mig.
- 40. (1478) Ali ibn Hassan (germà de l'anterior). Governà 1 any i mig. A la seva mort, Emir Muhammad Kiwabi (germà de l'últim visir Suleiman) agafava el poder, i instal·lava el seu nebot al-Hassan com soldà.
- 41 (1479) al-Hassan ibn Suleiman (fill del visir Suleiman), primera vegada, instal·lat pel seu oncle, Emir Muhammad. Però al-Hassan demostrà ser un soldà impopular i fou deposat pel seu propi oncle al cap de 6 anys.
- 42. (1485) Sabhat ibn Muhammad ibn Suleiman (Xumbo, un empelt del llinatge reial, fill del 31è soldà, al-Adil, instal·lat per Emir Muhammad, després de l'oposició popular a la seva primera elecció, al-Hassan. Governà un any, i va morir. Segons la crònica de Zanzíbar, Emir Muhammad intentà instal·lar el seu nebot al-Hassan una altra vegada.
- 43. (1486) al-Hassan ibn Suleiman (segona vegada) instal·lat per l'oncle Emir Muhammad una vegada més, però l'oposició popular demostrada fou molt forta. L'emir Muhammad decidia deposar al-Hassan per segon cop i buscar un soldà adequat de la dinastia reial.
- 44. (1490) Ibrahim ibn Muhammad (germà de Sabhat, un altre fill d'al-Adil) instal·lat per Emir Muhammad per reemplaçar el seu nebot al-Hassan. Però el deposat al-Hassan ibn Suleiman llançà un intent de cop d'estat per deposar Ibrahim, el que va ocasionar una carnisseria. Al final, les ambicions d'Hassan van quedar frustrades pel seu oncle Emir Muhammad, que, procurant restaurar ordre, declarava inequívocament que Ibrahim, un descendent de reis, tenia precedència per damunt al-Hassan, que era només d'una família de visirs. Al-Hassan fou conduït a exili a la terra ferma. Ibrahim governà durant dos anys, fins que Emir Muhammad decidia deposar-lo ell mateix.[16]
- 45. (1495) Muhammad ibn Kiwab ('Emir Muhammad Kiwabi', l'emir fort) fou declarat soldà, només molt breument, probablement només per satisfer la seva curiositat o potser només per impedir un intent renovat del seu nebot exiliat al-Hassan, mentre preparava uns altres candidats. En qualsevol cas, Muhammad abdicava aviat, i instal·lava un altre membre familiar reial, al-Fudail.
- 46. (1495) al-Fudail ibn Suleiman (Alfudail, nebot d'Ibrahim, per tant de sang reial) instal·lat per Emir Muhammad, després de la seva pròpia abdicació. Això fou el 1495. Immediatament després de l'ascensió, l'exiliat exgovernant Hassan ibn Suleiman tornava amb un exèrcit mixt de bantus i exiliats de Kilwa per reclamar el tron. El xeic de Zanzíbar s'oferia a intervenir, i, a través dels seus bons oficis, al-Fudail fins i tot va considerar cedir el tron a Hassan i acabar la lluita. Però Emir Muhammad es negava a permetre-ho. En canvi, prometia al-Hassan una amnistia però només si retornava a vida privada a Kilwa. Mentre esperava la resposta d'Hassan a aquesta oferta, el gran Emir Muhammad Kiwabi moria sobtadament. En la confusió, Hassan va pretendre infiltrar tropes a la ciutat de Kilwa, sota la direcció del seu propi fill Sa'id. Agafat per autoritats de la ciutat, Sa'id es va inventar una història en que deia que només anava a preparar la casa de la família pel retorn pacífic del seu pare a Kilwa com a ciutadà privat. Per dissipar sospites, Sa'id finalment proposava portar una ambaixada de Kilwa, escortada per una brigada de tropes de ciutat, al campment del seu pare per confirmar la seva història. Pensant que la crisi s'havia apaivagat, com a mínim fins que l'ambaixada retornés de la seva missió, Kilwa baixava la guarda. Però l'ambaixada no retornava. Al contrari Sa'id el portava a una trampa, i els massacrava. L'exèrcit d'al-Hassan atacava exactament aquella mateixa nit. La ciutat sorpresa s'unia frenèticament en la seva defensa, i una batalla gran i sagnant es lliurava a les portes de la ciutat. Els habitants derrotaven al-Hassan i mataven al pretendent permanent. El soldà victoriós al-Fudail nomenava un cert Ibrahim ibn Suleiman com emir, per reemplaçar l'últim Emir Muhammad. Però aquest estat d'afers només durava uns quants anys.

Final de la dinastia mahdali, començament d'una sèrie d'usurpadors i titelles portuguesos

## Etapa portuguesa
- 47. (1499) Ibrahim ibn Suleiman (Emir Ibrahim, Mir Habraemo en portuguès) ministre del Soldà al-Fudail; deposat i assassinat el soldà va agafar el poder no com soldà sinó com emir, però en nom d'un fill absent d'un anterior soldà, Suleiman. Enfurismats, els vassalls regionals del sultanat de Kilwa es negaren a reconèixer la usurpació. L'emir Ibrahim serà expulsats i deposat pel capità portuguès Francisco d'Almeida el 1505.
- 48. (1505) Muhammad ibn Rukn al-Din (Muhammad Arcone en portuguès) un noble de Kilwa, però no de llinatge reial, instal·lat per Francisco d'Almeida com a soldà vassall portuguès de Kilwa. Però recordant la importància de la continuïtat dinàstica Muhammad immediatament assignava al príncep reial Muntari, el fill d'al-Fudail, com el seu successor. Fou assassinat després d'un any.
- 49 (1506) Muhammad V Mikatu (Micante)
- 50 (1506) Hussein ibn Muhammad
- 51 (1506) Muhammad V Mikatu (Micante) restablert
- 50 (1507) Ibrahim II ibn Sulayman (segona vegada)
- 51 (1508) Sa'id II ibn Sulayman
- 52 (1510) Muhammad VI ibn Husayn, fins a 1515